# Wipperfeld
Wipperfeld is een stadsdeel van Wipperfürth in de Oberbergischer Kreis in het Rijnland in Noordrijn-Westfalen in Duitsland. Wipperfeld ligt aan de Uerdinger linie, in het traditionele gebied van het Ripuarisch dialect. Een katholieke basisschool en een katholieke kerk zijn in Wipperfeld.